# Tipularia discolor
Tipularia discolor là một loài lan mọc trên mặt đất ở rừng gỗ lâu năm, thuộc họ Orchidaceae. Nó là loài duy nhất của chi Tipularia tìm thấy ở Bắc Mỹ. Loài lan này mọc một lá đơn vào tháng 9 và biến mất vào mùa xuân. Lá màu xah với các đốm tía tối. Nó nở hoa vào giữa tháng 7 đến cuối tháng 8. Rễ cây ăn được.
Loài lan này bị đe dọa, hoặc trong tình trạng hiếm ở nhiều tiểu bang.

## Hình ảnh

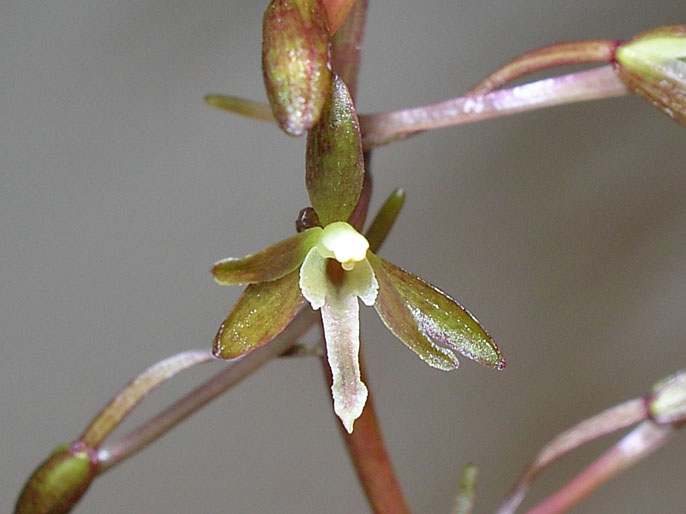
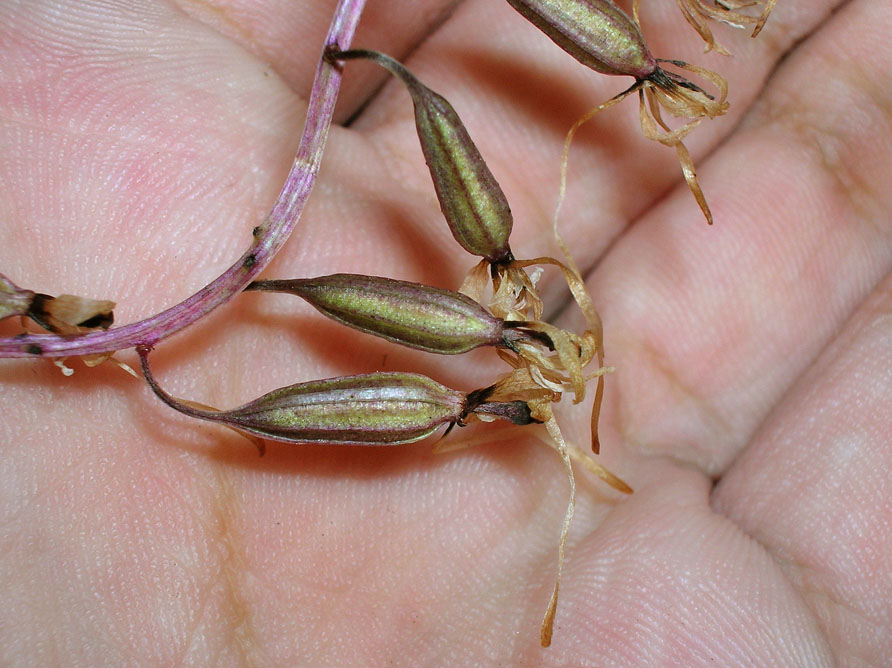
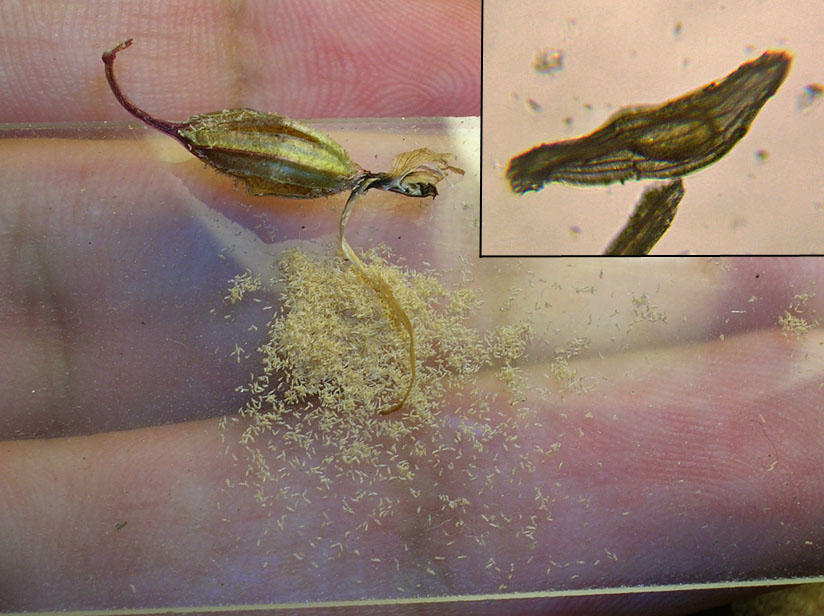
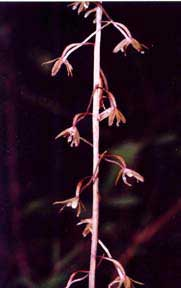